# گری کانلی
گری کانلی (به انگلیسی: Gary Conelly) (زادهٔ ۱۸ اکتبر ۱۹۵۲) شناگر اهل ایالات متحده آمریکا است.